# 친이
친이(親李)란 지난 2007년에서 2012년까지 제17대 대한민국 대통령인 이명박의 정치적 이념을 따르는 지지자들이나 그의 측근이었던 정치 세력을 말한다. 이 집단의 여집합은 '비이'이라고 일컬어진다.

## 같이 보기
- 이명박
- 이명박 정부
- 국민생각
- 김영삼
- 친박
- 친유